# Кравейринья, Стелиу
Стелиу Ньютон Кравейринья (порт. Stélio Newton Craveirinha, 3 марта 1950 — 11 октября 2020, Мапуту, Мозамбик) — мозамбикский легкоатлет, выступавший в прыжках в длину и беге на короткие дистанции. Участник летних Олимпийских игр 1980 года.

## Биография
Стелиу Кравейринья родился 3 марта 1950 года в семье известного мозамбикского поэта и журналиста Жозе Кравейриньи.
В 1980 году вошёл в состав сборной Мозамбика на летних Олимпийских играх в Москве. В прыжках в длину в квалификации занял 27-е место, показав результат 6,94 метра и уступив 84 сантиметра худшему из попавших в финал Жуау до Пуло из Бразилии.
Неоднократно становился рекордсменом Мозамбика. 11 июля 1982 года вместе с Леонарду Лофорте, Константину Рейшем и Висенте Даниэлем установил рекорд страны в эстафете 4х100 метров — 41,7 секунды. Это достижение оставалось непобитым до конца жизни Кравейриньи.
После окончания выступлений работал тренером и спортивным администратором. Тренировал Марию Мутолу в начале её спортивной карьеры, тренировал футбольную и баскетбольную команды в клубе Desportivo Maputo.
Умер 11 октября 2020 года в мозамбикском городе Мапуту.

## Личный рекорд
- Прыжки в длину — 7,40 (1982)[1]